# Fiskearter i Danmark
Der findes omkring 240 Fiskearter i Danmark, men omkring 100 af dem er ikke direkte hjemmehørende, men  optræder tilfældigt eller er under etablering, og  38 arter af ferskvandsfisk. Den eneste totalfredede fisk  i danske farvande er snæblen, der lever i Vadehavet og gyder i nogle af de sydvestjyske åer.
Arter i de danske farvande omfatter bl.a:
- Torskefisk  som hvilling, kuller, kulmule,  lyssej, mørksej, torsk og rødfisk.
- Fladfisk som hellefisk, helleflynder, ising, pighvar, rødspætte, rødtunge, skrubbe, skærising, slethvar og søtunge.
- Laksefisk som laks og ørred.

- Derudover findes arter som: havkat, havtaske, hornfisk, gedde, makrel, pighaj, sild, sildehaj, stenbider, ål og ålekvabbe.

## Rødlistestatus
På Den danske rødliste 2019 har man vurderet 135 arter, heraf er 20 arter er på rødlisten, og de ti af dem er truede:
- 2 arter er regionalt uddød (RE): hvidfinnet ferskvandsulk og skade.
- 3 arter er kritisk truet (CR): dyndsmerling, skolæst og ål
- 3 arter er truet (EN): stalling, snæbel og pighaj
- 2 arter er sårbare (VU): tyklæbet multe og sildehaj.[1]